# لیخکوو
لیخکوو (به چکی: Lichkov) یک منطقهٔ مسکونی در جمهوری چک است که در ناحیه اوستی ناد اورلیتسی واقع شده‌است. لیخکوو ۵۵۲ نفر جمعیت دارد.